# Мерендорф
Мерендорф (њем. Möhrendorf) општина је у њемачкој савезној држави Баварска. Једно је од 25 општинских средишта округа Ерланген-Хехштат. Према процјени из 2010. у општини је живјело 4.440 становника. Посједује регионалну шифру (AGS) 9572142.

## Географски и демографски подаци
Мерендорф се налази у савезној држави Баварска у округу Ерланген-Хехштат. Општина се налази на надморској висини од 272 метра. Површина општине износи 13,2 km². У самом мјесту је, према процјени из 2010. године, живјело 4.440 становника. Просјечна густина становништва износи 337 становника/km².